# Kurt Welter
Kurt Welter (ur. 25 lutego 1916 w Köln-Lindenthal, zm. 7 marca 1949 w Leck) – niemiecki as myśliwski. Odniósł razem 63 zwycięstwa, w tym 56 nocą, 7 za dnia i zestrzelił przy tym 33 samoloty typu De Havilland Mosquito. Był najlepszym pilotem samolotu typu Messerschmitt Me 262 i odniósł na nim 25 zwycięstw.
Zginął 7 marca 1949 w samochodzie (stojącym przed przejazdem kolejowo-drogowym w Leck w Szlezwiku-Holsztynie) zmiażdżonym przez źle załadowane kłody, które spadły z przejeżdżającego pociągu.

## Odznaczenia
- Krzyż Rycerski Krzyża Żelaznego z Liśćmi Dębu
  - Krzyż Rycerski – 18 października 1944
  - Liście Dębu (nr 769) – 9 marca 1945
- Krzyż Niemiecki w Złocie – 10 maja 1944
- Krzyż Żelazny I Klasy
- Krzyż Żelazny II Klasy
- Puchar Honorowy Luftwaffe – 20 marca 1944